# De Cartier (Metro de Charleroi)
La estación de De Cartier es una estación de la red de Metro de Charleroi, operada por las líneas  y .

## Presentación
Toma su nombre del Castillo de Cartier, en las inmediaciones. Una entrada está en el patio del castillo, mientras que la otra en la plaza. Está decorada con cerámicas que representan Marchienne-au-Pont en el siglo XVIII. También están presentes ladrillos y piedras del castillo.

## Accesos
- Cour du Château
- Place du Perron

## Conexiones
| Línea | Procedencia       | Parada                        | Destino                    |
| ----- | ----------------- | ----------------------------- | -------------------------- |
| 43    | CHARLEROI Sud     | MARCHIENNE-AU-PONT De Cartier | CHARLEROI Sud              |
| 71    | CHARLEROI Sud     | MARCHIENNE-AU-PONT De Cartier | MONCEAU-SUR-SAMBRE Moulin  |
| 75    | GOUTROUX Pairotte | MARCHIENNE-AU-PONT De Cartier | THUILLES Place             |
| 77    | GOUTROUX Pairotte | MARCHIENNE-AU-PONT De Cartier | MONTIGNY-LE-TILLEUL Vésale |
| 83    | CHARLEROI Sud     | MARCHIENNE-AU-PONT De Cartier | CHARLEROI Sud              |
| 109   | CHARLEROI Sud     | MARCHIENNE-AU-PONT De Cartier | CHIMAY Gare                |